# Плющенко Володимир Васильович
Володимир Васильович Плющенко (28 листопада 1921, селище Рудня, тепер Волгоградської області Російська Федерація — ?) — український радянський діяч, 1-й секретар Кіровоградського промислового обласного комітету КПУ. Депутат Верховної Ради УРСР 6-го скликання.

## Біографія
З жовтня 1939 до квітня 1946 року — в Червоній армії. Під час німецько-радянської війни служив інженером у 44-й легкій танковій бригаді та 5-му окремому трофейному батальйоні.
Член ВКП(б).
Перебував на відповідальній партійній роботі.
На 1955 рік — 2-й секретар Ленінського районного комітету КПУ міста Дніпропетровська.
У березні 1956 — березні 1961 року — інспектор ЦК КПУ.
15 березня 1961 — 17 січня 1963 року — секретар Кіровоградського обласного комітету КПУ з питань промисловості.
19 січня 1963 — 14 грудня 1964 року — 1-й секретар Кіровоградського промислового обласного комітету КПУ.
14 грудня 1964 — грудень 1965 року — секретар Кіровоградського обласного комітету КПУ.
З 1965 року — на навчанні у Вищій дипломатичній школі Міністерства закордонних справ СРСР.
Подальша доля невідома.

## Звання
- інженер-лейтенант

## Нагороди
- орден Вітчизняної війни ІІ ст. (6.04.1985)
- орден «Знак Пошани» (26.02.1958)
- ордени
- медалі